# Remo Stars
Remo Stars Football Club este un club de fotbal profesionist cu sediul în Ogun, un stat din Nigeria. Echipa concurează în prima ligă, primul eșalon al fotbalului nigerian. Clubul este supranumit „Stele albastre ale cerului”.